# Инглиизм
Инглии́зм, инглинги (полное название: «Древнерусская инглиистическая церковь православных староверов-инглингов») — новое религиозное движение, одно из направлений в славянском неоязычестве (часто не признаваемое сторонниками многих других его направлений), созданное эзотериком Александром Хиневичем («Патер Дий»). Рядом исследователей рассматривается как одно из направлений родноверия.
Создано в Омске (именуемом у инглингов «Асгардом») в 1992 году. Распространено по всей России, присутствует на Украине и в ряде других стран.
Учение инглиистов сочетает эзотерику с существенным влиянием учения Елены Блаватской и идеологию радикального неоязычества. Инглиизм активно пропагандирует идеи о превосходстве белых («великая РАСА») над другими расами, радикальный расовый антисемитизм, христианофобию, антицыганизм и нетерпимость к детям-инвалидам. Согласно инглиизму, разные расы являются пришельцами с разных созвездий, поэтому утверждается, что межрасовые браки приводят к «деградации» физической и духовной сфер. Первыми людьми на Земле были «славяне и арии», заселившие полярный континент страну Даарию на северном материке более 450 тысяч лет назад. Утверждается, что в мире идёт расовая борьба «славян и ариев» («белых») против имеющих рептилоидные признаки «серых» — евреев. В качестве символа «белой расы» и символа движения инглиизма используется свастика и её модификации. Учение положительно относиться к идее кастовость как к «древнему наследию». «Славяне и арии» налеляются правом не работать, поскольку «работа — это удел рабов». Инглиизм выступает за патриархальность и строгое половое разделение труда: мужчинам надлежит быть воинами, женщинам — домохозяйками. Пропагандируется здоровый образ жизни, в том числе употребление натуральных и чистых продуктов, трезвость.
Учение инглиистов изложено преимущественно в книгах «Славяно-арийские веды», фальсификации, заявленной в качестве перевода древних «славяно-арийских» текстов, самая старая часть которого, согласно учению, создана 40 тысяч лет назад. «Славяно-арийские веды» написаны самим Хиневичем. Лингвистический миф инглиизма включает идею наличия у «славян и ариев» в глубокой древности нескольких типов письменности и, соответственно, языков. Хиневичем также был создан алфавит, получивший название «буквица», который заявлен как древний и обрёл широкую популярность. Инглиизм имеет учебные центры, где, помимо учения инглиизма и «Славяно-арийские вед», последователи обучаются также сфальсифицированным «х’Аррийской (арийской) арифметике» и «древнеславянской грамматике».
Учение инглиизма стало основой для большого числа пародий и интернет-мемов о войне «славян-русов» против «ящеров-рептилоидов», а также сеттинга популярной компьютерной игры «Русы против Ящеров», вышедшей в 2023 году.

## История
В начале Перестройки Александр Хиневич занимался гипнозом и парапсихологией. Получил известность на волне оккультного бума конца 1980-х годов, когда выступал с публичными лекциями по эзотерике, занимался сеансами массового целительства и поиском НЛО. В 1990 году в Омске открыл Центр по изучению паранормальных явлений «Джива-Астра», который занимался «изгнанием бесов» и другим коммерческим целительством. В 1991 году Центр «Джива» был преобразован в неоязыческую Древнерусскую инглиистическую церковь «Джива Храм Инглии». Эта церковь проповедовала «всеобщую истину», «исконную религию», якобы принесённую «белыми людьми — ариями» из космоса. Община была официально зарегистрирована в Омске 29 октября 1992 года. С 1992 года инглиистическая церковь издает периодический бюллетень «Джива-Астра».
Свои взгляды Хиневич изложил в книге «Инглиизм. Краткий курс» (Омск 1992), затем в серии книг «Славяно-арийские веды», впервые изданных на рубеже 1990—2000-х годов и заявленных им как перевод древнего текста.
В арендованном деревянном доме в Омске при поддержке ряда омских фирм организация создала «древнерусский храм» «Капище Веды Перуна», или «храм мудрости Перуна». При поддержке местных органов Министерства образования в этом здании были открыты две, мужская и женская, духовные семинарии и воскресная школа «Мидгард». Основой обучения стали «Русские веды» («Велесова книга» в обработке А. И. Асова) и книги, написанные самим Хиневичем.
Вначале движение носило выраженную политическую окраску. Лозунгами были культ русской нации, возрождение «язычества» как национальной идеи, почитание «арийских» предков. Хиневич ориентировался на РНЕ. В 1994 году пытался баллотироваться в городскую думу, но не имел успеха. Организовывал массовые неоязыческие празднества и ритуалы, где его последователи жгли костры в виде свастики. В ряде случаев это действо проводилось на территории воинской части. Церковь имела жёсткую иерархию, возглавляемую самим «Патером Дием».
По состоянию на 2001 год деятельность общины финансировалось из пожертвований прихожан, вкладов спонсоров и средств собственных коммерческих структур «Асгард» и «Ирий», которые занимаются строительными работами, издательской деятельностью, консалтингом и др.
В 1997 году у Хиневича возник конфликт с местной администрацией. Власти Омска обвинили инглиистов в использовании свастики и национализме и попытались отобрать здание, где находилось Капище Перуна.
С 5 мая 2004 года деятельность трёх общин церкви «инглингов» (собственно «Древнерусская церковь…», «Славянская община Асгард» и «Славянская община храма мудрости Перуна») была запрещена на основании решения Омского областного суда, который счёл проявлениями экстремизма: детали одежды, содержащие в себе элементы свастики; призывы в распространяемых общиной книгах.
Две недели спустя им было предъявлено обвинение в пропаганде нацистской символики и превосходства белой расы.
В июле Хиневич возродил свою общину. В декабре 2006 года переиздал сборник книг «Славяно-арийские веды», ранее признанный решением суда экстремистским. В августе 2007 года он организовал мероприятия, посвящённые празднованию «Вышнего дня Перуна», в обрядах которого судом было усмотрено «использование экстремистской символики».
В декабре 2008 года Омская прокуратура предъявила А. Ю. Хиневичу обвинение по статье 282 части 1 Уголовного кодекса РФ «Организация деятельности экстремистской организации». 11 февраля 2009 года состоялось слушание по делу Хиневича. 11 июня 2009 года мировой судья Центрального округа Омска признал А. Ю. Хиневича виновным в совершении преступления, предусмотренного ст. 282.2 ч. 1 УК РФ, и назначил ему наказание в виде лишения свободы на срок 1 год 6 месяцев условно с испытательным сроком 2 года.
21 июня 2009 года одним из защитников Хиневича была подана апелляционная жалоба, в которой указывалось на многочисленные нарушения в ходе судебного заседания со стороны мирового судьи В. А. Матыцина и государственного обвинителя С. А. Мигель. В ходе рассмотрения апелляции Центральный районный суд Омска счёл доводы защитников несостоятельными и оставил решение мирового суда в силе.
В 2009 году все зарегистрированные объединения инглингов были закрыты в связи с осуществлением ими экстремистской деятельности (в частности, пропаганды идеи расового превосходства «славяно-ариев» и использования символа свастики-«коловрата»).
1 марта 2011 года вступило в силу решение мирового судьи Омска об отмене условного осуждения и снятии с А. Ю. Хиневича судимости. Поддерживая ходатайство, Хиневич заявил, что встал на путь исправления. Суд признал, что за время отбывания наказания Хиневич показал себя с положительной стороны, не совершал правонарушений и являлся на отметки.
Хиневич возобновил широкую проповедническую деятельность в 2011 году.
22 декабря 2014 года А. Ю. Хиневичу было предъявлено обвинение в разжигании межнациональной и религиозной розни.
2 ноября 2015 года Центральный районный суд Омска признал «Славяно-арийские веды» экстремистской литературой, однако Хиневич и другие заинтересованные лица обжаловали данное решение; 3 февраля 2016 года Омский областной суд оставил апелляционную жалобу без удовлетворения.
Несмотря на судебные преследования, инглиистские объединения открыто продолжают свою деятельность и проведение массовых обрядов как незарегистрированное религиозное движение.
Елена Головнева сообщила, что на момент её исследования (2018) деятельность инглиистских общин финансировалась самими их прихожанами и двумя коммерческими организациями, «Асгард» и «Ирий», которые занимались строительной деятельностью и консалтингом.
12 ноября 2008 года Майкопский районный суд Республики Адыгеи вынес решение о запрете деятельности общины местных инглиистов за использование символики, сходной с нацистской. В Список экстремистских организаций, публикуемый Министерством юстиции России было включено ещё одно неназванное объединение инглиистов, признанное экстремистским на основании решения Ставропольского краевого суда 21 августа 2015 года, вероятно, община «Дети Перуна». Перед этим представителями силовых ведомств были проведены масштабные обыски и аресты среди неоязычников в Кавказских Минеральных Водах. Основной интерес правоохранительных органов вызвала деятельность общины «Дети Перуна», приверженцев инглиистического учения и символики. 1 октября 2015 сетевое издание «Блокнот-Ставрополь» сообщило об обыске, проведенном в квартире у лидера «Детей Перуна» Владимира Дьяченко. Он высказывал симпатии к украинским батальонам «Азов» и «Айдар», симпатии к таковым высказывал и вышеупомянутый лидер «Детей Перуна» Дьяченко.
В Украине заметным распространителем идей инглиизма был Владимир Куровский, который способствовал созданию фильмов «Игры Богов».

## «Славяно-арийские веды»
Тексты инглиизма «Славяно-арийские веды», написанные Хиневичем, излагают учение и псевдоисторический обзор мировой истории. Они рассматриваются адептами движения как переводы с древнего языка. Четыре части были законно изданы в начале 2000-х годов и выдержали три переиздания до 2008 года.
Согласно заключению комиссионной-религиоведческой экспертизы от 14 апреля 2008 года, «Славяно-арийские веды» содержат ряд суждений, которые могут быть признаны содержащими признаки экстремизма. 30 октября 2015 года основываясь на экспертизе специалистов Омского государственного педагогического университета, установивших, что «в текстах книг обнаружены… императивные высказывания с семантикой побуждения к действиям, отражающим запрет на межрасовые браки; выраженная имплицитно информация о превосходстве представителей белой расы по отношению к чёрной расе», Центральный районный суд Омска признал «Славяно-арийские веды» экстремистским материалом. 25 февраля 2016 года Омский областной суд подтвердил решение нижестоящего суда.

## Учение
Свой путь в мистицизме Хиневич начинал через индийские («арийские») образы, издавая в 1991 году альманах «Джива-Астра». Эти образы отражены во многих элементах инглиизма и в «Славяно-арийских ведах».
Основными источниками «Славяно-арийских вед» в части древней истории послужили публикации неоязыческого автора Александра Асова и его единомышленников в журнале «Наука и религия», а также «Велесова книга» (активно популяризируемая Асовым).
«Инглия» в учении инглиистов означает первозданный божественный космический свет, «Жизньродящий божественный свет», божественный Первичный огонь творения, в котором возникли формы жизни, Большой взрыв. Согласно «Книге Света» («Славяно-арийские веды»), «Когда Ра-М-Ха проявился в Новую Действительность… он озарился Великим Светом Радости». Ра-М-Ха в инглиизме — Бог-Творец. Имя главного бога инглиизма, возможно, заимствовано у американского контактёра Дж. З. Найта, через которого «за определённую плату клиент может выслушать духа по имени Рамтха, возраст которого 35 тысяч лет».
Заимствуя идеи из учения Елены Блаватской, инглиисты утверждают, что разные человеческие расы — это разные виды и происходят с разных созвездий. Утверждается, что инглиистическую мудрость принесли люди «белой расы» («великая РАСА» — следуя методу А. Ф. Шубина-Абрамова, слово рассматривается как аббревиатура словосочетания «Рода Асов Страны Асов»), которые происходят от богов и первоначально обитали в созвездии Большой Медведицы, а затем во время Третьей космической войны, когда в Солнечной системе насчитывалось 27 планет, переселились на Землю (Мидгард). Вначале они проживали в стране Даарии, расположенной на приполярном материке Арктиде. Белые люди, обладавшие высшими знаниями, обучили остальное человечество основам цивилизации. После галактической войны и серии космических катастроф жители Арктиды мигрировали в Атлантиду, по пути смешавшись с гиперборейцами и доадамитами. В результате этого инглиистическое вероучение раздробилось, исказилось чужеродными суевериями, однако именно оно стало основой всех остальных учений.
Белые люди первыми колонизировали Мидгард-Землю, люди с другим цветом кожи («красные, жёлтые, чёрные, серые, зелёные») появились на ней значительно позднее, около 40 тысяч лет назад. Поскольку, по мнению инглиистов, разные расы являются пришельцами с разных созвездий, утверждается, что межрасовые браки якобы приводят к деградации физической и духовной сфер. В «Саньтиях Ведах Перуна», входящей в состав «Славяно-арийских вед» содержится призыв, направленный против межрасовых браков: «Не берите жен с чёрной кожею, ибо оскверните дом и свой род загубите».
Инглиисты создали несколько алфавитов. Лингвистический миф инглиизма включает идею наличия у «славян и ариев» в глубокой древности нескольких типов письменности и, соответственно, языков: «да’арийское письмо», «х’Арийское письмо», «рассенское образно-зеркальное письмо» и «святорусское письмо», ныне известных только «посвящённым». Каждый знак имеет не только фонетическое, но и смысловое значение (образ). Многие слова русского языка толкуются как аббревиатуры: так, пост (постъ) понимается как «полное очищение собственныхъ телесъ сотворяша».
Наиболее употребительно летоисчисление от «сотворения мира в Звёздном храме» — мирного договора между Асуром, князем «славян и ариев», и Аримом, князем Империи Великого Дракона (Китай) в 5508 году до н. э. после победы над Китаем, что через искажение смысла позднее якобы было понято как дата сотворения мира.
В лето 1748 от «сотворения мира в Звёздном храме» на Мидгард-Землю из другой галактики прибыли «серые» — враждебные двуполые существа. На Земли они стали смешиваться с людьми. Так появились евреи, унаследовавшие от своих предков всевозможные генетические дефекты и негативные враждебные качества. «Серые» переписали историю так, чтобы «белые» забыли о своём славном прошлом. Позднее «серые» перешли к планам захвата всей Земли, для чего иудей Павел создал христианство — согласно учению инглиистов, идеологическое оружие для порабощения мира через расшатывание древних устоев и отречение от веры предков. Развивая идеи так называемого «арийского христианства», инглиисты утверждают, что древнеславянская вера уже содержали многие положения, связываемые с христианством: идею единого Бога, Троицы, высокую этику и др. Евреи и христианская церковь, как считают инглинги, в своих корыстных интересах исказили истинное Слово Божие, которое содержится прежде всего в апокрифах. Христианство рассматривается как часть «жидомасонского заговора», направленного на вырождение славян.
В отношении цыган инглиизм пропагандирует идеи, близкие к принятым в нацистской Германии: утверждается, что цыгане являются результатом смешения рас, в рамках расизма рассматриваемого как пагубное. Согласно инглиизму, цыгане представляют собой смешение низших людских рас («чёрных» и «жёлтых») с «серыми» — инопланетными двуполыми предками евреев. Воспроизводится миф о цыганах как выходцах из низшей индийской касты неприкасаемых и о воровстве ими детей для «обновления крови».
Инглиизм призывает также к нетерпимости по отношению к детям-инвалидам («юродивым»). Согласно учению инглиизма, славянские предки (подобно национал-социалистам) считали, что дети-инвалиды — «ошибка природы» и «лучше вообще потомства не иметь, чем иметь юродивого», чтобы не загрязнять «чистоту родового наследия, мощь рода»; «юродивых славяне терпеть не могли». Инглиизм призывает не обеспечивать инвалидов за счёт здоровых людей.
Согласно учению, в наиболее полном и чистом виде инглиистическая вера сохранилась в славянском язычестве, и потому русские объявляются самым древним народом, носителем высших духовных знаний и оплотом «великой белой расы». Лучше всего «тайные ведические знания» сохранили русские славяне и их волхвы. Христианство объявляется антинациональной силой, враждебной духу русского народа и утвердившейся на Руси путём насилия. Христианами уничтожались русские люди, исповедовавшие «ведическую веру» или «доведический инглиизм». По мнению Хиневича, христианство насадил в России патриарх Никон в XVII веке, и тогда «сразу же и родовой князь Александр Невский в христианина превратился, и волхва Сергия Радонежского туда же, в попы записали, в монахи…».
Воспроизводится антисемитский миф об имманентной греховности евреев и нацистская идея о неотъемлемой, определённой «расовой природой и духом» «арийской» непогрешимости: «К кому обращались Иоанн Креститель, „Иисус Христос“ со словами: „Покайтесь, грешники, ибо приблизилось Царствие Небесное“? Они обращались к евреям, погрязшим в грехах. Но никто из них не пришёл и не сказал: славяне, покайтесь… Ибо не было греха на народе славянском, и не в чем было им каяться».
Согласно инглиизму, несмотря на гонения, волхвы и ведуны из века в век передавали свои тайные знания. «Катакомбная» Инглиистическая церковь якобы существовала с древних времён. По словам Хиневича, некие «мудрые старцы» избрали его ещё в детстве. Позднее, в 1982 году, его назначили правопреемником первосвященника Святослава, а в 1985 году — первосвященником Инглиистической церкви. При этом он получил задание открыть всем тайную мудрость предков. Хиневич провозглашает Омск сакральным местом и отождествляет с Асгардом, городом богов в скандинавской мифологии.
Хиневич подробно описывает многочисленные храмы, святилища и общины инглингов, якобы открыто существовавшие в Омске ещё в начале XX века. Отсутствие каких-либо сведений об этом в архивных документах и в исследованиях краеведов он объясняет происками антирусских тёмных сил. Свастика и различные её модификации считаются символами «великой расы», а также первых славянских князей как «знак защиты родной земли и святой веры».
Утверждается, что инглиизм представляет собой естественное для «славян и ариев» мировоззрение, передающееся не столько с учением, сколько с кровью. На этом основании Хиневич утверждает, что, войдя в инглиизм, его уже нельзя никаким образом покинуть, поскольку это является предательством и отречением от своего рода, родителей и предков. Отречение якобы неминуемо повлечёт гибель всего рода предателя. Согласно Хиневичу, инглиизм — это вероисповедание, а не религия, поскольку «религия» якобы означает искусственное восстановление духовной связи с богами. «Нам нет необходимости в восстановлении Духовной связи, так как эта связь никогда не прерывалась, ибо Боги наши — суть Предки наши, а мы дети их». Хиневич также не считает своё учение язычеством. Вопреки самоназванию, Древнерусская инглиистическая церковь православных староверов-инглингов не имеет никакого отношения ни к старообрядцам, ни к православию, ни к скандинавской династии Инглингов. Хиневич пишет: «Мы — Староверы, так как исповедуем Старую Веру Расы Великой, ниспосланную Родом Небесным; Мы — Инглинги, так как храним Священный Огонь Первопредков и возжигаем Его перед образами и Кумирами Богов и Святомудрых Предков наших; Мы — Православные, так как ПРАВЬ славим, а ПРАВЬ — Мир Светлых Богов наших; Мы — Славяне, ибо славим Богов и Святомудрых Предков наших».
Инглиистами почитаются «древнеславянские» божества: Триглав, Сварог-Перун-Свентовит, Богородица — Лада-матушка, Род Небесный, «святомудрые предки» и др. Все эти персонажи считаются ипостасями единого Бога. Учение содержит положение о множественности обитаемых материальных и духовных миров и их иерархии. Духовные миры представлены светлыми, населенными легами (ангелами), арлегами (архангелами), асами (богами миров) и др., и тёмными, в которых обитают падшие ангелы и демоны. Человеческие души проходят эволюцию и перевоплощаются на Земле и в других мирах. Причём человек включён в космическую борьбу сил Света и Тьмы.
Священным инглиисты считают «древнерусские ведические писания», к числу которых относят «Велесову книгу», или «Русские веды» («Велесова книга» в обработке А. И. Асова), а также специфические трактаты «Ра-М-Ха ИНТА», «Книга Перуна», «Книга Света (Древняя Мудрость Храма Инглии)» и др., якобы написанные на сакральном даарийском языке, которым, как утверждается, сейчас владеет только «отец Александр».
Инглиизм подробно разработал этические принципы, представленные в качестве 99 заповедей, данных богами Ра-М-Хой, Сварогом и Перуном. В числе прочих, добродетелями объявляется русский патриотизм, приверженность «родовым идеалам», уважение ко всему живому.
Культ включает крещение водой, огнем и Святым Духом, повседневные и праздничные богослужения, обряды причастия, очищения, покояния и др. Разработан собственный календарь, как считают инглиисты, унаследованный от древнерусской культуры. Год начинается в день осеннего равноденствия 20 сентября и состоит из 9 месяцев, в которых чередуются 40 и 41 день. Неделя состоит из 9 дней, 7-й и 9-й считаются выходными. Праздники включают: Новый год (1 января), День прибытия (9 января), День храма (26 февраля), День Весны (21 марта), День памяти (3 апреля), Пасху (4 апреля), День воскресения Мессии (5 апреля), День Кришны (7 мая), День Будды (5 июня), День Осириса (22 июня), День Инглии (9 июля), День Дживы (первое воскресенье сентября), Праздник урожая (24 сентября), День великого знания (второе воскресенье ноября), День памяти Моисея (третье воскресенье октября), День пророков (первое воскресенье ноября), День апостолов (второе воскресенье ноября), День откровения (третье воскресенье ноября), День девы Марии (12 декабря), День Утешителя (15 декабря), День перемен (22 декабря), Рождество Иисуса (25 декабря), День великого покоя (31 декабря).
Хиневич утверждает также существование телегонии, которая по современным представлениям является псевдонаучным суеверием.
Община Хиневича построена как эзотерический орден посвящённых, сведения о внутренней жизни которого закрыты для профанов. При вступлении адепты дают обет не разглашать полученные знания. Последователи разделены на мирян и священство. Последнее образует многоступенчатую иерархию, которую возглавляет «Духовная Миссионерия», или «Орден-Миссия Джива — Храм Инглии», находящийся в Омске. В главе Ордена стоит сам «отец Александр».
В «Славяно-арийских ведах» Перун в диалоге с древними «славянами и ариями» в числе прочего предсказывает возрождение Старой Веры, знания о которой скрывающиеся инглиисты и их великий жрец передадут новому «великому жрецу» (Хиневичу). Перун предсказывает явление великой жрицы, которую в четырнадцать лет приведут к «великому жрецу», и в любви с которым она родит другую великую жрицу. Последняя должна спасти «белую расу». «Чужеземцы» (евреи) при этом будут всячески мешать.

## Демография
В Омске находятся руководящий орган церкви «Джива — Храм Инглии», а также семинария и воскресная школа «Мидгард». К 1999 году через воскресную школу прошло до 3 тысяч человек. Число постоянных членов Ордена-Миссии «Джива — Храм Инглии» составляло около 500 человек, к 2009 году — около 600 человек. Кроме русских, в их числе были татары и казахи}.
В 2001 году, по оценке религиоведа В. Б. Яшина, в Омске насчитывалось около трёх тысяч инглиистов, преимущественно из числа учащейся молодежи.
По словам Яшина, «в Омске, где начиналась история инглингов и располагается их духовный центр, за последние годы их публичная активность заметно снизилась». Яшин отметил также, что с начала 2000-х годов с Хиневичем прекратили связи многие из его бывших сподвижников. Однако в целом власти не смогли устранить движение из общественной жизни. Оно продолжало действовать без регистрации.
К 2009 году число инглиистов в Омске, предположительно, составляло 13 тысяч.
По словам Яшина, с начала 2000-х годов инглиизм укрепился, превратившись в децентрализованное движение из нескольких десятков объединений преимущественно в формате религиозных групп. Движение распространено не только в различных регионах России, например, в Краснодарском крае, Челябинске, Тюменской области, Йошкар-Оле, Пятигорске и Москве, но также присутствует на Украине, где действуют, в частности, в Одессе, в Германии, Чехии и других странах. По состоянию на 2009 году движение имело общины также в Эстонии, Латвии, Литве, США и Канаде. В 2016 году религиовед Каарина Айтамурто писала, что у инглиизма было «значительное количество последователей».
Елена Головнева писала (2018), что среди омских инглиистов многие были подростками и молодыми людьми, как студентами, так и аспирантами.

## Влияние
На «Славяно-арийских ведах» основано учение близкого к инглиизму автора Алексея Трехлебова (Ведагора) (например, книга «Кощуны Финиста Ясного Сокола России»).
Бывший радиофизик Николай Левашов, считавший себя специалистом по паранормальным явлениям, прожив с 1991 по 2006 годы в США, стал там сторонником учения Хиневича. В 2003—2007 годах он написал книгу «Россия в кривых зеркалах», ставшую развёрнутым комментарием к «Славяно-арийским ведам». В 2007 году в Москве Левашов основал Русское Общественное Движение (РОД) «Возрождение. Золотой век». Движение представлено во многих городах России, а также на Украине, в Белоруссии, Молдавии, Румынии и Финляндии.
Елена Головнева отметила, что идеи инглиистов не были маргинальными среди неинглиистских русских родноверов.
Неоязыческие элементы, выраженные в виде заимствования идей Хиневича, имеют получившие квазирелигиозную окраску группы Движения «граждан СССР».
«Славяно-арийские веды» ввели около полутора сотен свастических символов со своими названиями и обозначениями, которые стали массово распространяться в интернете, видоизменяться и переосмысляться. Часть фигур была продублирована из традиционных с созданием для них нового смысла, часть полностью создана, часть взята из символики Третьего рейха.
На идеях инглиизма основывались песни российского певца-неоязычника Дмитрия Беранже.
Учение инглиизма спародировано в появившихся в 2023 году псевдонаучных лекциях YouTube-канала «Профессор Багиров» (сгенерированного с помощью нейросетей «профессора и четырежды историка Алексея Сергеевича Багирова»), в которых «древние русы, произошедшие от репки, сражаются против ящеров», а город Оренбург — «построен на орущем буром медведе». Интернет-пародия, в свою очередь, вызвала волну интернет-мемов о войне «славян-русов» против «ящеров-рептилоидов», популярность которых дошла до публикаций на «Лента.ру», в журнале «Maxim Online» и подобных ресурсах. В ролике, где «Багиров» «разоблачает» математику, он упоминает псевдоучёного, кандидата технических наук Юрия Рыбникова, называя его своим коллегой. Рыбников стал известен в 2015 году после того, как в эфире телеканала «Первый образовательный» озвучил близкие к инглиизму идеи, что школьникам преподаётся «фальшивая» математика, а первыми в истории счёт придумали «древние русы». Рыбников стал объектом большого числа пародий в сети («счёт древних шизов» и т. п.). Волну популярности Рыбников пережил также весной 2021 года, когда в сети получил распространение ролик, где он говорит фразу «это база». Выражение стало мемом, пользователи применяют его по отношению к абсурдным псевдонаучным теориям. Распространение мемов о «русах» и «ящерах» обеспечило популярность вышедшей в 2023 году компьютерной игре «Русы против Ящеров» и её проектам-подражателям.

## Критика и взаимоотношения с другими движениями
Религиовед В. Б. Яшин в 2001 году писал, что Хиневич налаживает и поддерживает контакты с различными неоязыческими общинами в России, странах Европы и Америки, не только с русскими: в России у него сложились хорошие отношения, в том числе с марийским неоязыческим религиозным центром «Ошмарий-Чимарий» (Йошкар-Ола). Церковь инглиистов поддерживает тесные контакты с региональным отделением РНЕ. Баркашовцы, среди прочего, обеспечивают безопасность и поддерживают порядок на массовых мероприятиях инглиистов.
Хотя по многим признакам инглиизм можно отнести к родноверию, крупные родноверческие объединения — «Союз славянских общин славянской родной веры» и «Круг языческой традиции» — рассматривают инглингов как организацию, «дискредитирующую возрождающееся Славянское Движение».
Сатирик Михаил Задорнов, известный также как сторонник арийского мифа, на своем сайте охарактеризовал представления инглингов о появлении людей на Земле как «смесь глюков с голливудскими фантазиями, замешанными на желании преподнести славянам новую Библию». Неоязыческий писатель Александр Асов посвятил Хиневичу памфлет «Инструкция для создания „поганой“ секты с помощью Интернета». В произведениях связанного с неоязычеством фантаста Василия Головачёва свободолюбивые современные русские язычники борются с тёмными силами, представленными евреями, масонами, христианами и «небелыми» расами. В книге «Ведич» (2007) автор отражает конкуренцию между различными неоязыческими организациями и осуждает «ингливеров» (отсылка к инглиистам).

### Комментарии
1. ↑  Вопреки самоназванию («церковь православных староверов»), движение не является христианским[9]. «Православные» трактуется инглиистами как сочетание неоязыческих понятий «славь и правь»[7]; «староверы» — как приверженность «старой вере» (инглиизму), так и заявленная, но не соответствующую действительности связь движения со старообрядцами[9].